# Елеодоро Дамјановић
Елеодоро Дамјановић (шп. Eleodoro Damianovich; Буенос Ајрес, 10. мај 1843 — Буенос Ајрес, 17. новембар 1925), је аргентински лекар и генерал санитетске службе аргентинске војске српског порекла.

## Биографија
Елеодоро Дамјановић је рођен 10. маја 1843. године у Буенос Ајресу, од оца Мигела Дамјановића и мајке Кармен Спиро. Своје студије је започео на колеџу Уругвај (Colegio del Uruguay), али је прекинуо припремне курсеве и отишао у Буенос Ајрес где је уписао Медицински факултет на Универзитету Буенос Ајрес. Његове студије су убрзо биле прекинуте због рата између државе Буенос Ајрес и Аргентинске конфедерације.

### Парагвајски рат
Избијањем Парагвајског рата 1865. године, Војска Аргентине није имала довољно медицинског особља због чега им је прикључена група студената волонтера и послата на фронт. Међу њима је био Дамјановић, на другој години студија, који је формирао највећи део санитетске службе аргентинске војске на почетку сукоба. Дамјановић је постављен 11. маја 1865. године за главног помоћника у санитетској служби доктора Хоакина Дијаза де Бедоје, која је била при Првој армији под командом генерала Венцеслаа Паунера.
У септембру 1866. године се вратио у Буенос Ајрес јер се разболео од дизентерије, али се после неког времена вратио на ратиште где је јануара 1867. године постављен за хирурга. Средином године се враћа у Буенос Ајрес по медицинску дозволу, која је обновљена тако да се јула месеца вратио на фронт. Промовисан је у војног хирурга априла 1869. године. Током рата радио је у болницама у местима Конкордија, Бела Виста, Коријентес и Асунсион.

### Послератна каријера
Почео је да ради као хирург 1870. године у војној болници у Буенос Ајресу. Наредне године Буенос Ајрес је погодила епидемија жуте грознице. Због заслуга у сузбијању опаке болести добио је златну медаљу од стране града.
Докторирао је новембра 1872. године са тезом Студије о неким повредама рањених током Парагвајског рата под менторством доктора Сантијага Ларосе и одобрено од стране угледног професора и доктора Теодора Алвареза. Аутор је Закона о организацији војне санитетске службе који је усвојен 1888. године, и октобра месеца исте године је промовисан у бригадног генерала. 1891. године основана је Инспекција за војну медицину са задатком да координира и организује здравствене услуге у војсци, а јануара 1892. године је одобрен Пропис о организацији војне санитетске службе. Дамјановић је именован као први директор за здравство и истовремено је обављао функцију генералног инспектора за здравство. У јануару 1897. године је замењен у Инспекцији и на његово место је постављен главни хирург доктор Алберто Коста а он је постао уредник у Листа главних службеника. Тамо је остао до 1905. године када одлази у војну пензију после 48 година службе. Међутим, остао је професионално активан и именован је за председника војне здравствене секције Међународног конгреса медицине 1910. године. На конференцији је представио своје ауторско дело под називом Неке чињенице о организацији санитета у операцији Парагвај, у грађанским ратовима и пограничним сукобима између 1865 и 1895.
Дамјановић је припадао масонској ложи. Био је ожењен Хосефом Кујас, са којом се венчао 25. јануара 1873. године у Буенос Ајресу. Умро је у свом родном граду 17. новембра 1925. године.

## Признања
Добио је одликовања за заслуге у Парагвајском рату и операцији Рио Негро (Освајање Патагоније), али је одбио да прими штит Курупајтија јер није учествовао у бици због одласка у Буенос Ајрес по медицинску дозволу.
Од 1960. године један пролаз у Буенос Ајресу носи назив у његову част. Регионална војна болница у Кордоби је 16. јуна 1952. године названа по њему. Болница је 1966. и 1999. године мењала назив али јој је 2005. године враћено име.